# رايموند دوك
رايموند دوك (بالفرنسية: Raymond Duc)‏ هو عسكري فرنسي، ولد في 31 أكتوبر 1917 في Aïcirits-Camou-Suhast ‏ في فرنسا، وتوفي في 19 سبتمبر 1950 في فيتنام.